# اواس‌نیوز
اواس‌نیوز (به انگلیسی: OSNews) یک وب‌گاه خبری مرتبط با رایانه است که بیشتر بر روی سیستم‌عامل‌ها و تکنولوژی‌های مرتبط با آنها تمرکز دارد و در سال ۱۹۹۷ شروع بکار کرده است. محتوای این وب‌سایت توسط گروهی از ویراستاران و همینطور مالک وب‌سایت اداره می‌شود. مدیر ویراستاری اواس‌نیوز Thom Holwerda است  که در سال ۲۰۰۵ به این وب‌سایت پیوست. اواس‌نیوز در در مطبوعات و نشریات معتبری از جمله تایم، آرز تکنیکا، وایرد، دنیای رایانه، لایف‌هکر، لینوکس.کام، ال‌دبلیوان.نتو جاهای دیگر مورد ارجاع قرار گرفته است. 